# Йохан II (Анхалт)
Йохан II (на немски: Johann II, * 1341, † 1382) от род Аскани е княз на Анхалт-Цербст от 1362 до 1382 г.
Той е най-малкият син на княз Албрехт II (1306–1362) и втората му съпруга Беатрикс фон Саксония-Витенберг († 1345), дъщеря на курфюрст Рудолф I от Саксония-Витенберг.
Йохан II поема управлението на княжеството след смъртта на големия му брат Албрехт III († 1359). Той управлява заедно с чичо му Валдемар I († 1368), и след това с братовчед му Валдемар II и през 1371 г. след неговата смърт сам.
След смъртта му той е последван от тримата му синове. През 1396 г. княжеството Анхалт-Цербст se разделя на Анхалт-Кьотен и Анхалт-Десау.

## Фамилия
Йохан II се жени през 1366 г. за Елизабет фон Хенеберг († 1420), дъщеря на граф Йохан I фон Хенеберг-Шлойзинген и Елизабет фон Лойхтенберг. Те имат децата:
- Агнес († пр. 5 юли 1392), омъжена пр. 23 септември 1382 г. за Бурхард фон Шраплау († сл. 1391)
- Зигисмунд I (1341–1405), княз на Анхалт-Десау
- Албрехт IV († 1423), княз на Анхалт-Кьотен
- Валдемар III († 1391), княз на Анхалт-Цербст